# Håkon Magnusson Toresfostre
Håkon Magnusson Toresfostre (død 1094) var udråbt til konge af Trøndelag og Oppland i 1093. 
SAmtidig var Magnus Barfod konge i Vika, området omkring Oslo. 
Håkon var fostersøn af Steigar Tore, en stormand fra Oppland. Han var stydde opp om kravet om kongsmakt. I 1093 var der kampe mellem Håkon og Magnus Barfod. 

Håkon skal have været søn af Magnus Haraldsson som var konge fra 1066 til 1069. 